# 潜江事变
潜江事变，是指1941年抗日战争期间，中国国民党联合投降侵华日军的伪军，对中国共产党在天门、潜江地区的组织和新四军进行围剿杀害事件。最终导致中共江潜监中心县委、江陵县委和潜江县委被全部破坏，新四军亦丧失潜江、江陵抗日根据地。

## 背景
1941年期间，长期活跃于汉江南岸渔泛峰、大有庵一带的汪精卫政权伪军天门县岳口区长曾繁涛部，不断到黑流渡附近李垸、朱湖、何家大湾等地骚扰，并冒充新四军在黑流渡强行收税。1941年8月初，中共潜江县委决定联合国军张明富，配合襄北新四军共同消灭曾繁涛部。

## 经过
中共潜江县委李智与张明富约定会合，沈清按约定率独立营同天门廖学道、贺名汉率领的河防大队一个连向渔泛峰进攻，但国军张明富突然决定不派队伍参战。共军独立营占领渔泛峰后，沈清率部转移至孙家湾休整，但中午遭到曾繁涛部的偷袭。由于独立营缺乏战斗经验，武器受潮无法反击，一连长王家俊在撤退时阵亡，独立营损失惨重。沈清率部转移至竹根滩、张家湾一带休整。随即在朱家湖召开联席会议，决定暂时放弃潜北，留下贺其彩、潘涤新、潘德林等二十余人跟随孙冰、李智从事游击，剩余部队由沈清率领至潜西黄家场转移。
独立营大部西移后，曾繁涛与马王庙的汪伪部队陈玉官部合作，向潜北中共根据地进行扫荡。李智率领孙冰等八人返回潜西，留下十二人，由李智和李国松率领，继续掩护黑流渡税收，保障军需。国军张明富得知后，命陆诗臣带领全中队进驻竹根滩附近，密令沙仁联保主任陈炳心侦察中共驻地，计划以“共商抗日”名义，诱捕李智等人。
9月13日，陆诗臣要陈炳心以共商抗日事宜，邀请李智、戴月、贺其彩、潘涤新、李国松五人到回龙庵保长刘益成家会谈。当时戴月已随沈清到潜西，李智接到请柬后坚持前往，并带领贺其彩、潘涤新三人抵达至保长刘益成家时，被埋伏在厢房边的保安队员绑架；与此同时负责侦查的李国登也被逮捕。李智被绑至新四军驻地黑毛塔附近，李智突然大喊“张明富叛变了”，迫使国军开枪杀害李智、贺其彩、李国登三人。而潘涤新被押送至国军驻地，潘涤新动员班长郭孝谦投靠新四军。陆诗臣得知后，将潘涤新活埋。随后，张明富派中队长曾凡松部包围中共江潜监中心县委驻地享堂湾，杀死田中茂、贺孔章，打伤十余人。随后国军进行清乡，杀死汪开泰、方亚东、胡圣炎、郭金山四人。

## 影响结果
潜江事变后，国军明义、广仁、广武三支部队进入潜江，金亦吾部向周矶、黄场逼近。共军沈清被迫率潜江独立营北渡襄河，9月转至京山小花岭，部队编入边区党委警卫团。潜西蚌湖区保安分队队长张生廷趁机在潜西区杀害中共党员，许厚宣率部叛变，潜西局势也出现恶化。潜西的中共组织召集双河、黄场两个支部会议，决定双河支部负责人张坤伦等随独立营绕道荆门到天京潜县，黄场支部就地坚持待命。黄场支部决定隐藏转移，但支部书记刘明芳（后被活埋），区委干部王贤伯、程家发（后被活埋）、蒋万炳被捕。王贤伯、蒋万炳乘哨兵未注意，成功脱逃。但潜西部队中区委魏兴旺之妻刘崇，李心高、李万发、崔益更、熊生松、李冬儿等十余人被杀，还有少数人成功转移。
国民党湖北省第四区行政督察专员兼鄂中游击总指挥凌兆垚，随后整合部队，在同年9月分三路进攻三湖抗日根据地和江陵独立营。中共江陵县委书记彭祥麟、独立营长简舜卿等人遇害，三湖抗日根据地遭到破坏。江陵县委副书记张礼成将率领剩余残部转移至沙岗和白鹭湖；一部由游击队第三连连长张绍书带领在东荆河、大苏湖、小苏湖一带活动；一部由突击排排长陈礼厚带领在白鹭湖活动。中共江潜监中心县委、江陵县委和潜江县委至此全部被破坏，新四军亦丧失潜江、江陵抗日根据地。